# Grotele Mogao

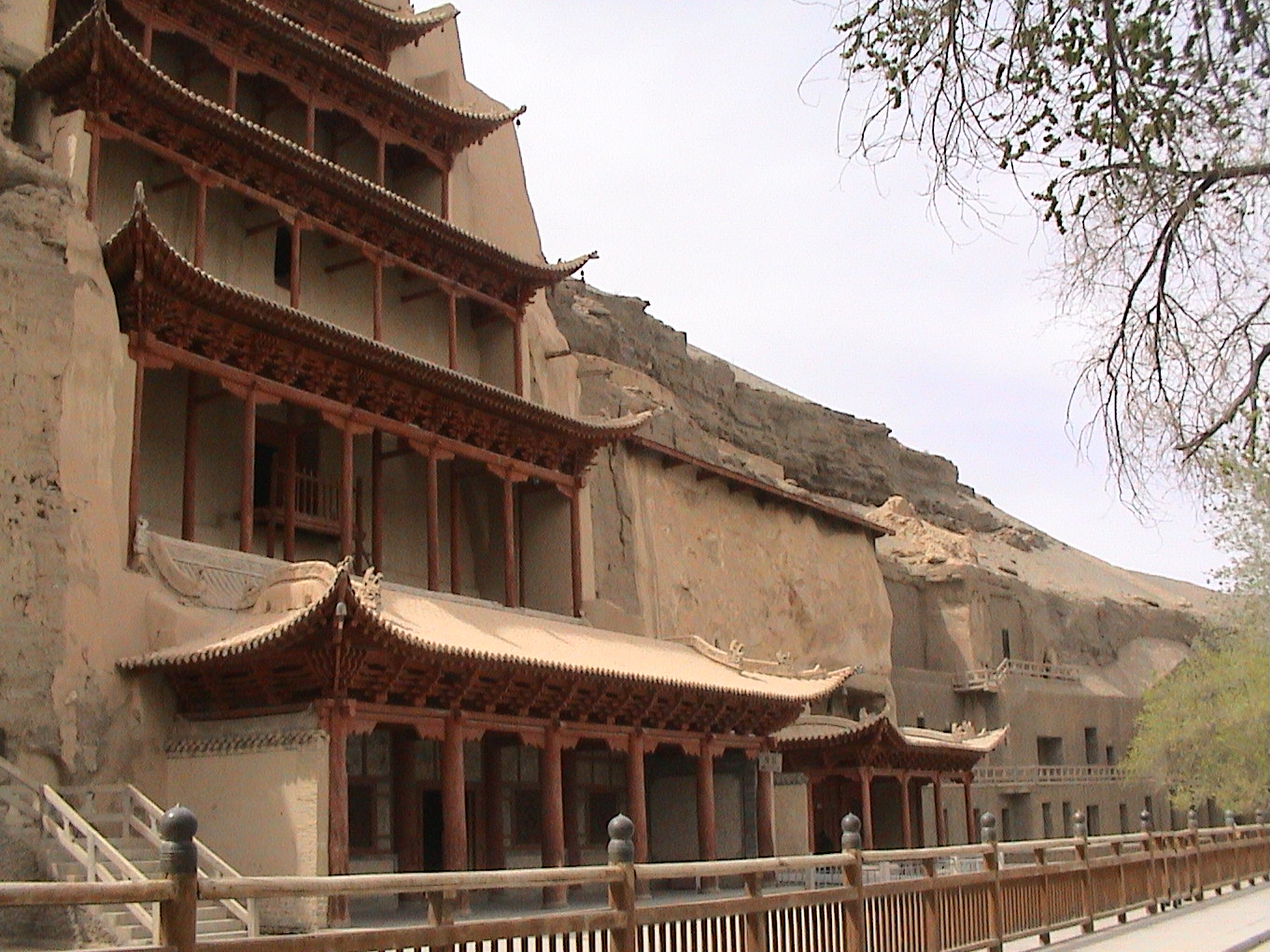
Grotele Mogao.

Grotele Mogao sunt o oază pe traseul Drumului Mătăsii, fiind situată lângă comuna Mogao (chineză: 莫高镇) și la 25 km de orașul Dunhuang din provincia Gansu, China.
Grotele sunt un templu budist ce a fost clădit între secolele IV și XII, fiind compusă din ca. 1000 de încăperi care au fost săpate în gresie, și împodobite cu motive picturi, sculpturi și statui budiste.
In anul 1900  călugărul taoist „Wang Yuanlu” descoperă într-o peșteră zidită, ca.50.000 de documente ce provin din secolele IV și XI și care erau ascunse în fața năvălirilor mongole.
Un număr mare din aceste documente se află la Muzeul Britanic din Londra, iar restul la Academia din Dunhuang unde se fac din anul 1943 preparări pentru consevarea lor. Grota este declarată în anul 1987 patrimoniu mondial UNESCO.